# Trachinus
Trachinus is een geslacht van straalvinnige vissen uit de familie van de pietermannen (Trachinidae). Het geslacht werd vermeld in 1758 door Linnaeus in de tiende editie van Systema naturae. 

## Soorten
- Trachinus araneus Cuvier, 1829 – Gevlekte pieterman
- Trachinus armatus Bleeker, 1861
- Trachinus collignoni Roux, 1957
- Trachinus cornutus Guichenot, 1848
- Trachinus draco Linnaeus, 1758 – Grote pieterman
- Trachinus lineolatus Fischer, 1885
- Trachinus pellegrini Cadenat, 1937
- Trachinus radiatus Cuvier, 1829 – Bonte pieterman